# Искрен Писаров
Искрен Ненчев Писаров е български футболист, полузащитник. Играч на ФК Янтра (Габрово).

## Кариера
Юноша е на Янтра (Габрово). На 14-годишна възраст преминава в Черноморец (Бургас). Започва професионалната си кариера през 2003 г. в Янтра (Габрово), където получава и прякора си - Хеслер, заради поразителната прилика в ръстово отношение и поведение на терена с легендарния халф на немския национален отбор Томас Хеслер. След това играе за Видима-Раковски (2006-2008), Локомотив (Пд) (2008/09), Берое (2009/10) и Локомотив (Сф) (2010-2011). Заради жестоката финансова криза в отбора от квартал „Надежда“ и намерението на боса Николай Гигов да се оттегли, Писаров разтрогва договора си с Локомотив по взаимно съгласие, което правят и още няколко от съотборниците му. В началото на 2012 Писаров се връща в Берое. След края на полусезона Писаров е освободен от отбора и подписва с Миньор Перник.
От 2016 г. играе за Литекс (Ловеч).

## Статистика по сезони
| Сезон    | Отбор           | Първенство | Мачове | Голове |
| -------- | --------------- | ---------- | ------ | ------ |
| 2003/04  | Янтра           | В група    | 19     | 11     |
| 2004/05  | Янтра           | В група    | 30     | 24     |
| 2005/06  | Янтра           | В група    | 25     | 3      |
| 2006/07  | Видима-Раковски | Б група    | 18     | 3      |
| 2007/08  | Видима-Раковски | А група    | 25     | 3      |
| 2008/09  | Локомотив (Пд)  | А група    | 27     | 2      |
| 2009/10  | Берое (СтЗ)     | А група    | 25     | 4      |
| 2010/11  | Локомотив (Сф)  | А група    | 23     | 6      |
| 2011/ес. | Локомотив (Сф)  | А група    | 15     | 2      |
| 2012/пр. | Берое (СтЗ)     | А група    | 9      | 1      |
| 2012/ес. | Миньор (Пк)     | А група    | 9      | 1      |
| 2013/пр. | Локомотив (Сф)  | А група    | 10     | 1      |
| 2013/14  | Локомотив (Сф)  | А група    | 22     | 1      |
| 2014/ес. | Черноморец (Бс) | Б група    | 10     | 0      |